# Phorusrhacidae
Los fororrácidos o forusrácidos (Phorusrhacidae) es una familia extinta de aves cariamiformes conocidas también como aves del terror, porque sus especies más grandes eran superdepredadores en las regiones que habitaron, principalmente en América del Sur. 
El registro fósil más antiguo de la familia corresponde Paleopsilopterus itaboraiensis del Itaboraiano (entre 53 y 50 Ma),por otro lado el más reciente corresponde a un espécimen de hace aproximadamente 17 600 años (Pleistoceno tardío);marcando así un rango temporal que abarca desde hace 60 Ma hasta hace 17 600 años.
Su tamaño iba desde 1 a 3 metros de altura. Se considera que sus parientes más cercanos en la actualidad son las chuñas o seriemas, que miden alrededor de 80 centímetros de alto. Titanis walleri, una especie de gran tamaño, ha sido hallada en Estados Unidos (estados de Texas y Florida) en América del Norte. Esto convierte a los fororrácidos en los únicos grandes depredadores suramericanos que migraron hacia el norte durante el Gran intercambio americano que siguió a la formación del puente terrestre del istmo de Panamá (el pulso principal del intercambio comenzó hace unos 2,6 millones de años; Titanis, con una edad de 5 millones de años fue un migrante temprano).
Alguna vez se creyó que T. walleri se extinguió en América del Norte por la época en que llegaron los primeros seres humanos allí, pero dataciones posteriores de los fósiles de Titanis no proporcionaron evidencia de que hubiera sobrevivido más allá de hace 1,8 millones de años. Por otra parte, hay informes de Uruguay de hallazgos de una forma relativamente pequeña (Psilopterus) que datan de hace 18 000 años y 96 000 años implicarían que estos fororrácidos sobrevivieron allí hasta fechas muy recientes (es decir, hasta el final del Pleistoceno); el informe inicial de la fecha más reciente ha sido cuestionado.
Los fororrácidos pueden haber incluso logrado llegar hasta África; el género Lavocatavis fue descubierto en Argelia, pero su estatus como un fororrácido verdadero es debatido. También se ha identificado una posible forma europea, Eleutherornis, lo que sugiere que este grupo tuvo una distribución geográfica mucho más amplia durante el Paleógeno.
Los cercanamente relacionados batornítidos ocuparon un nicho ecológico similar en América del Norte desde el Eoceno hasta el Mioceno inferior; algunos, como Paracrax, eran similares en tamaño a los grandes fororrácidos. Al menos un análisis concluyó que Bathornis es un taxón hermano de los fororrácidos, con base en los rasgos compartidos de las mandíbulas y el coracoides, si bien esto ha sido refutado, ya que estos rasgos pudieron haber evolucionado independientemente debido al mismo estilo de vida carnívoro y terrestre.

## Características

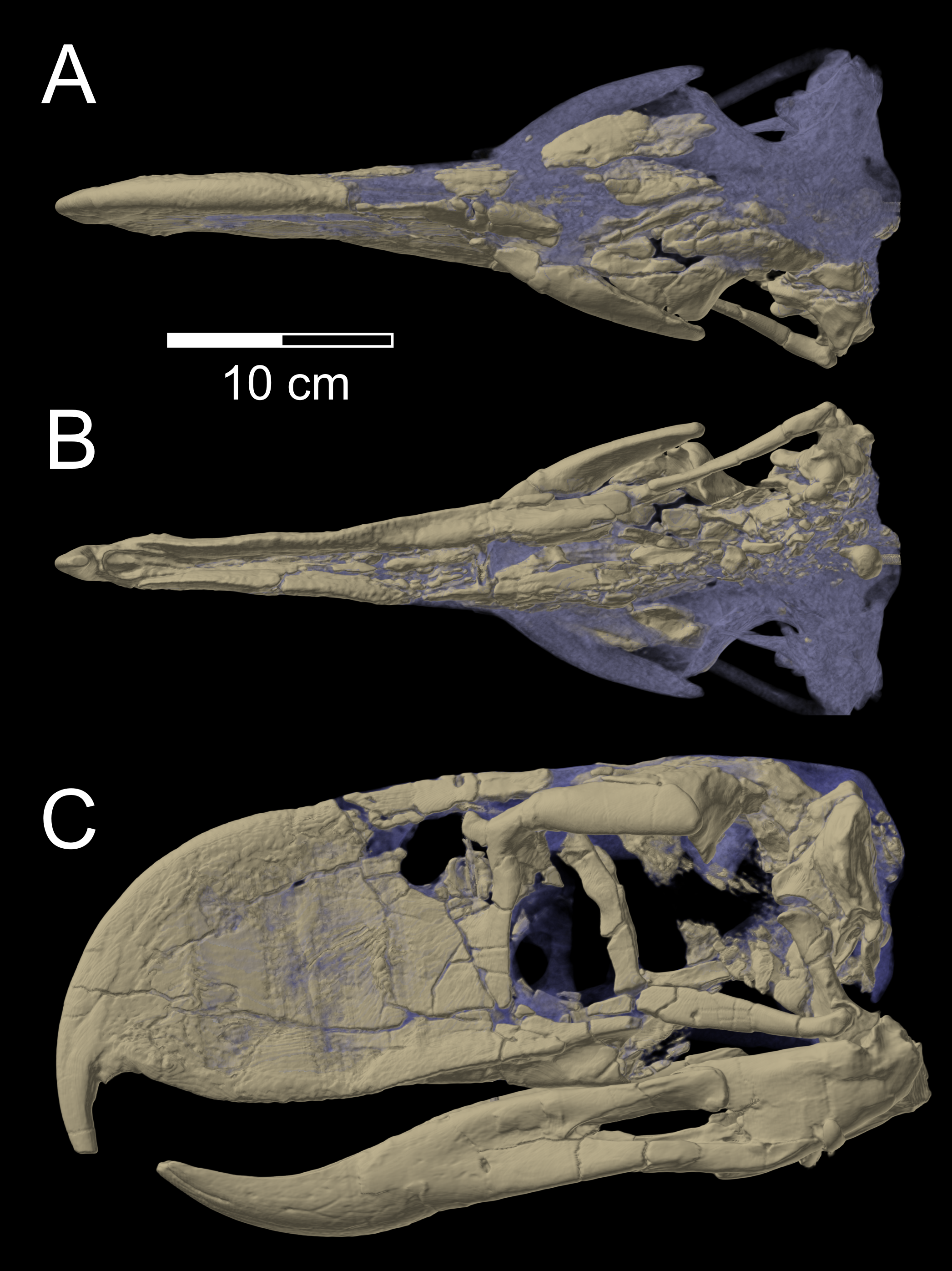
Imagen TAC del cráneo de P 14357, el holotipo de Andalgalornis ferox de las colecciones del Museo Field de Historia Natural.

En el pasado, se solía reconstruir a estas aves con picos muy altos, órbitas oculares redondeadas, y neurocráneos abovedados aunque no había evidencia empírica que apoyara esto. Con base en nuevos fósiles hallados en Comallo, Argentina, se ha mostrado que las aves del terror tenía un cráneo triangular en vista dorsal, un rostro en forma de gancho y comprende más de la mitad de la longitud del cráneo en sí, y una sección caudal más reducida. Se mostró que las narinas externas y las fenestras anteorbitales (áreas halladas en la nariz) eran de forma más cuadrada que triangular. Todo esto contribuye a un cráneo de aspecto más bien rectangular en vista lateral que triangular. La estructura de los fósiles además sugiere que estas aves pueden haber sido más ligeras de lo que se creyó en principio.
Un cráneo de una especie más pequeña de estas aves indica que la estructura interna del pico es hueca y reforzada con trabéculas de paredes delgadas. Además carecía de tanto la zona flexoria palatina como de la zona flexoria arcus jugalis, las cuales son características claves que se relacionan con la evolución de la cinética craneana. El descubrimiento de este cráneo permitió establecer homologías anatómicas primarias, las cuales son útiles además para la anatomía comparada, la morfología funcional y los estudios filogenéticos de estas aves.
Con base en el trabajo de Tambussi y colaboradores de 2013, se puede dividir el cuello de los fororrácidos en tres regiones principales. En la región anterior del cuello, el cuello tiene apófisis ("espinas") neurales bifurcadas, mientras que en las partes inferiores tiene apófisis neurales altas. Esto sugiere que los fororrácidos tenían un cuello sumamente flexible y bien desarrollado que le permitía sostener su pesada cabeza y golpear con una gran velocidad y poder. Aunque estas aves aparentan externamente tener un cuello corto, la estructura flexible del mismo prueba que podría extenderse lo suficiente para alcanzar e intimidar a sus presas usando su altura, permitiéndole golpear más fácilmente. Una vez extendido en su longitud total en preparación para un ataque en caída, su fuerte musculatura cervical y su cabeza pesada podrían producir un empuje suficiente para causar daños fatales a las presas de estas aves.

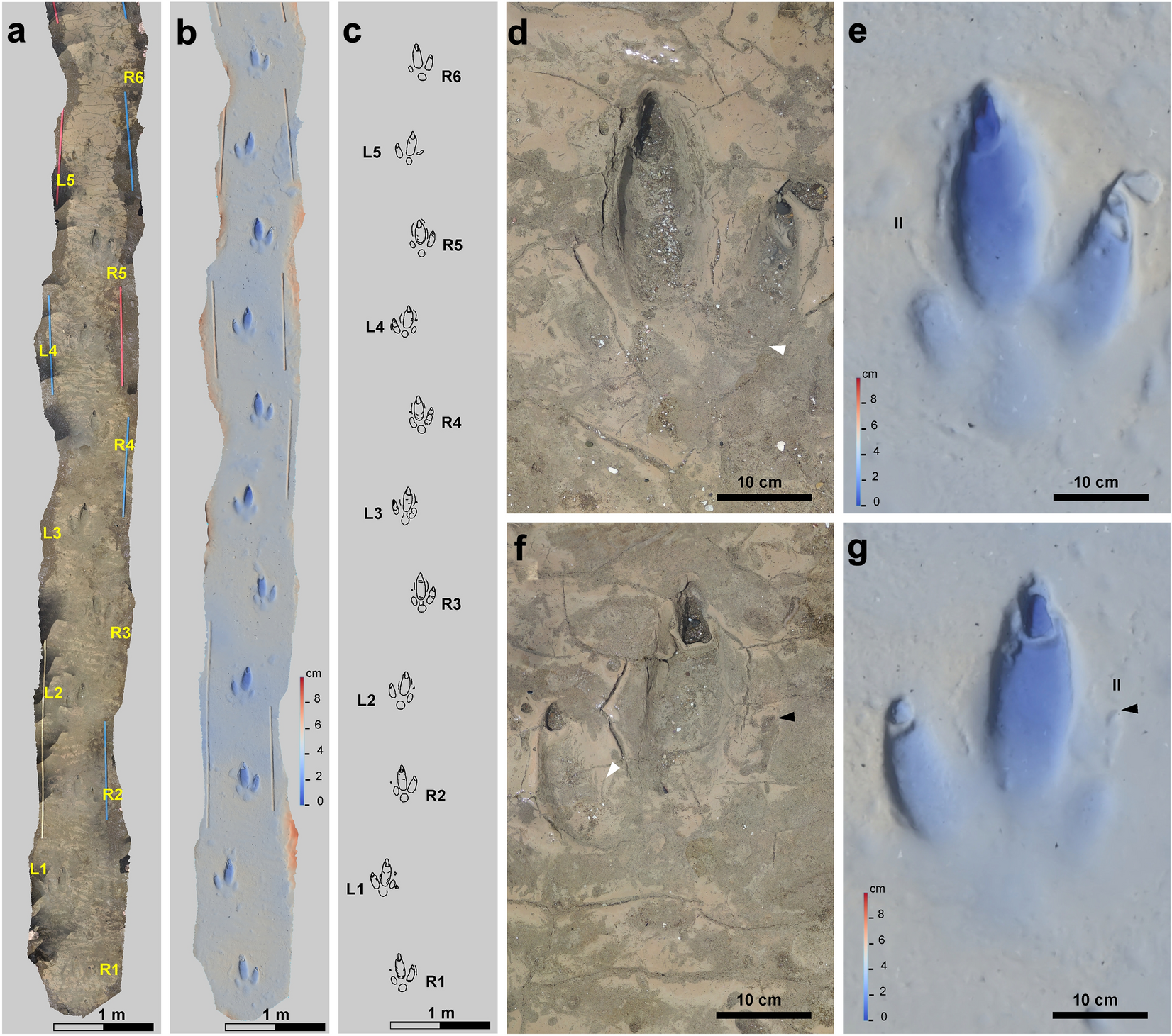
El único registro de pisadas fósiles de fororrácidos, nombrado como Rionegrina, el cual confirma que estas aves mantenían elevado su segundo pie del suelo como las seriemas y dromeosáuridos

Los pies de los fororrácidos presentaban cuatro dedos, el primero de los cuales, conocido como hallux era reducido y no tocaba el piso, mientras los otros, que corresponden a los dedos segundo, tercero y cuarto, se mantenían en el suelo. Un análisis de la resistencia de los dedos de las patas con base en modelos biomecánicos de vigas curvas, en particular del segundo dedo y la garra ungueal del mismo, indica que su diseño era relativamente uniforme en diversas especies y que dicha garra sería relativamente curvada y grande, lo que supone la necesidad de mantenerla elevada para evitar el desgate o rotura por el contacto con el suelo, lo cual lograrían con un tubérculo extensor bien desarrollado y almohadillas de tejido blando en los dedos. El segundo dedo, que era más corto y tenía menos falanges, poseía también más resistencia y facilitaría sostener a la garra despegada del suelo y retener a las presas, un compromiso con su función depredadora y el desplazamiento a la carrera, como ocurre con las seriemas actuales, aunque en un grado de especialización menor que el de los dinosaurios dromeosáuridos. Esta propuesta ha sido apoyada por el hallazgo de pisadas fósiles (icnitas) que datan del Mioceno tardío de la Formación Río Negro, que muestran un rastro de pisadas hechas por un ave del terror de tamaño mediano a grande que indican que funcionalmente sus pies eran didáctilos, con el dedo del pie interno elevado en su mayor parte del piso al igual que sus contrapartes del Mesozoico, en tanto que la mayor parte del peso del cuerpo era sostenido por el tercer dedo del pie.

## Paleobiología
Muchos fororrácidos eran rápidos corredores. Estas aves poseían un pico grande y afilado, un cuello fuerte y garras afiladas en las patas. Sin embargo, a pesar de estos atributos se ha asumido con frecuencia que los fororrácidos cazaban a animales relativamente pequeños (del tamaño aproximado de un conejo) que podían ser despachados con un mínimo de esfuerzo. Esto es debido a las proporciones del pico de los fororrácidos, que indican que la mandíbula no podía generar la suficiente fuerza de mordida para matar a la presa. Esto es discutible ya que otros depredadores de grandes presas como Smilodon, el gran tiburón blanco y Allosaurus tienen fuerzas de mordida débiles y además, frecuentemente cráneos poco resistentes lateralmente lo cual no impedía que capturaran grandes presas, contando para ello con la presencia de bordes cortantes, una amplia apertura de mandíbula hecha posible por la reducción de la musculatura mandibular y la fuerza impulsora del cuerpo y el cuello. Dado que los fororrácidos comparten muchas de estas adaptaciones, como el cráneo grande, aplanado con un pico de borde afilado y la poderosa musculatura del cuello, es posible que fueran depredadores especializados de presas relativamente grandes.
Los huesos del pico se encuentran estrechamente fusionados, haciendo que este fuera más resistente a las fuerzas dirigidas desde adelante hacia atrás, lo que sugiere que se causaría la mayor parte del daño al picotear en lugar de hacer movimientos de lado a lado con la cabeza para sacudir a la presa. En términos generales, se piensa que las aves del terror usarían sus patas para herir a sus víctimas al patearlas, para luego sostenerlas con el pie y rematarlas picoteando con su gran pico. Las presas más grandes pueden haber sido atacadas también con la combinación de patadas y picoteos, o al usar el pico como un hacha para golpear o herir órganos vitales.
Se ha mostrado que al menos algunos fororrácidos como Andalgalornis, aunque eran muy veloces corriendo en línea recta, se desempeñaban mal al girar rápidamente en forma cerrada, lo cual contradice la idea de los fororrácidos siendo depredadores ágiles de presas pequeñas.
En general, los fororrácidos estaban adaptados a una locomoción rápida sobre el suelo como es indicando por su pelvis alta, las patas alargadas en sus secciones inferiores (tibiotarso y tarsometatarso) y los pies con tres dedos apuntando hacia adelante, mientras que el primer dedo era más pequeño y no tocaba el suelo. Los fuertes y alargados hueso de las patas les permitían por tanto correr a gran velocidad; las comparaciones y estimaciones basadas en los avestruces actuales hacen pensar a los científicos que eran corredores veloces y ágiles, capaces de alcanzar velocidades de 48 kilómetros por hora en varias de las formas grandes de fororrácidos. El tibiotarso extraordinariamente masivo de Mesembriornis le pudo haber permitido una velocidad teórica de 97 kilómetros por hora. Dado que esta velocidad solo es alcanzada por los actuales guepardos, los científicos asumen que estas aves atacarían a sus presas principalmente con patadas poderosas. Esto les permitiría generar fuerzas de reacción tres veces y media mayores que su propio peso corporal, lo cual corresponde a unos 2400 Newtons. La fuerza sería la suficiente para causar fracturas fatales en ungulados de tamaño medio como los actuales saiga, la gacela de Thomson o el íbice. Al atacar, las  aves usarían sus grandes cabezas con pico como un hacha, como indican los estudios hechos en el cráneo de Andalgalornis. El factor decisivo para esto es la estructura fuertemente solidificada del cráneo y el pico alto y comprimido lateralmente, el cual solo podría resistir las fuerzas horizontales en forma limitada, pero podían sostener mucho mejor los movimientos verticales. Sin embargo, las fuerzas generadas en la punta del pico eran tan bajas como apenas alrededor de 133 Newtons. Como resultado, o solo se consideraría  la predación de animales pequeños o se mataba a los más grandes con golpes rápidos y precisos.
El estudio de los hábitats de los fororrácidos también indica que estas aves del terror pueden haber presentado una intensa competencia a los metaterios esparasodontes tales como los borhiénidos y tilacosmílidos, causando que estos mamíferos depredadores escogieran hábitats de bosques para evitar a los exitosos y agresivos depredadores avianos en las planicies abiertas.

### Dieta

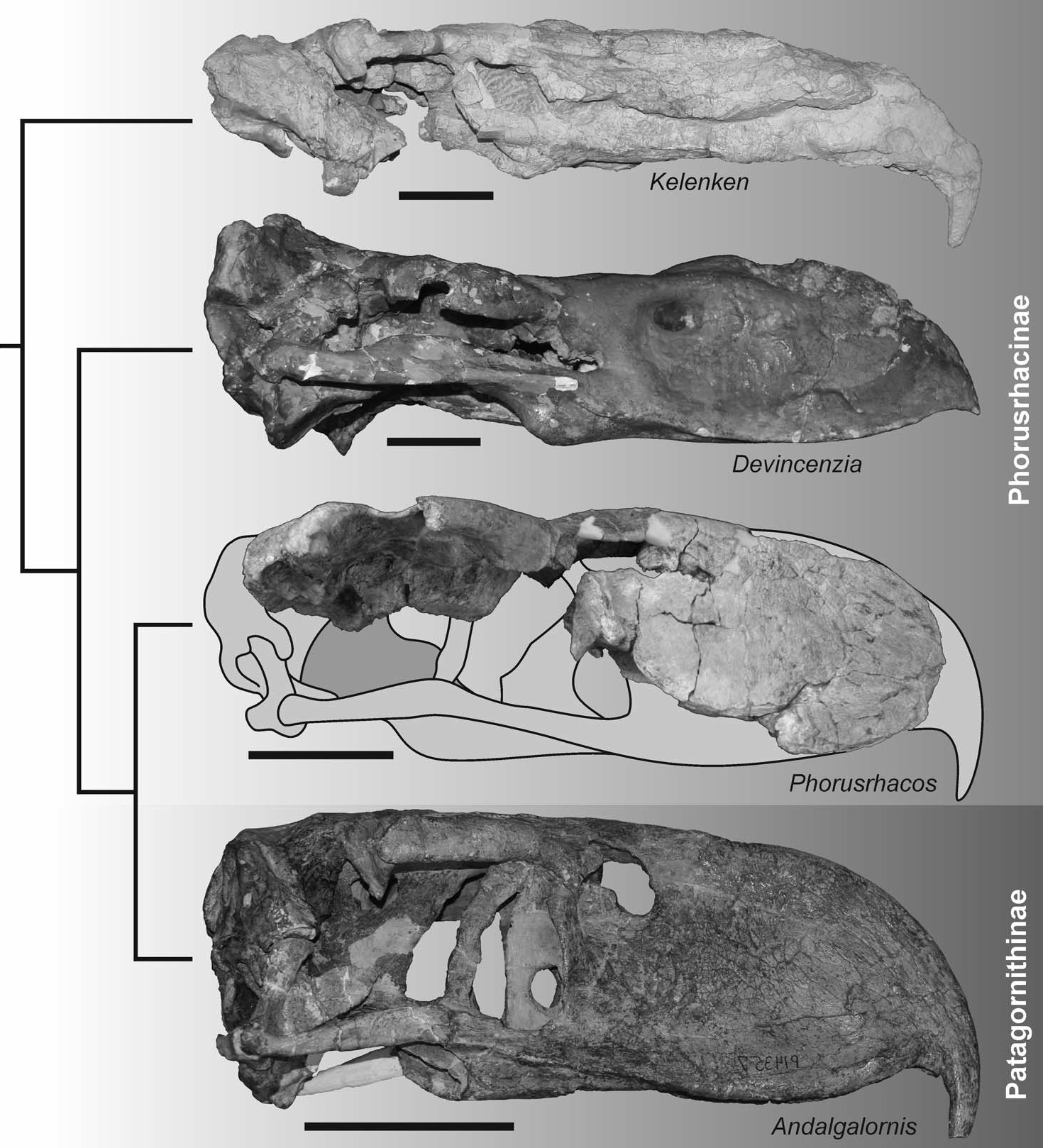
Cráneos comparados de forusracinos

Se cree que todos los fororrácidos eran carnívoros. El pico con una fuerte curvatura hacia abajo sugiere que rasgaba la carne del cuerpo de otros animales; muchas aves modernas con esta característica son carnívoras. Los exámenes con TAC realizados en el cráneo de un forrrácido revelan que esta especie puede no haber sido capaz de sacudir su presa de lado a lado, pero pudo haber ejercido una fuerza significativa hacia abajo. Florentino Ameghino afirmó en una carta dirigida a Édouard Trouessart que él tenía especímenes de Argentina con "masas petrificadas que preservan esqueletos de grandes roedores, Protypotheridae (pequeños notoungulados) e incluso Proterotheriidae (que son litopternos del tamaño de venados), con todos sus huesos aplastados y corroídos, apilados sin orden aparente y formando una masa casi esférica con el cráneo en el centro" que se asemejaban a  egagrópilas gigantes, lo que sugiere que los fororrácidos pueden haber tragado completas a sus presas para luego regurgitar las partes indigestibles en forma similar a los búhos. Sin embargo, Ameghino nunca describió formalmente a estos especímenes y no han podido ser localizados, lo cual dificulta comprobar si eran en realidad egagrópilas de fororrácidos. Se ha sugerido que algunas egagrópilas del noroeste de Argentina habrían sido producidas por fororrácidos pequeños como Procariama.

## Taxonomía
La etimología del nombre Phorusrhacidae se basa en la del género tipo Phorusrhacos. En su primera descripción científica dada por Florentino Ameghino en 1887, no se proporcionó la etimología de Phorusrhacos. Se piensa que el nombre en sí deriva de la combinación de las palabras griegas phoros, que significa "portador" o "que lleva", y rhakos, que se traduce como "arrugas"', "cicatrices" o "rasgaduras". Los investigadores han comparado a los Phorusrhacidae con las familias de los Cariamidae y los Sagittariidae, pero las diferencias en sus masas corporales son demasiado drásticas, por lo cual solo pueden compararse en algunos aspectos para entender su anatomía.
Siguiendo la revisión de Alvarenga y Höfling (2003), se conocen actualmente 5 subfamilias, con 14 géneros y 18 especies: Estas especies fueron producto de una radiación adaptativa.
Superfamilia Phorusrhacoidea
- Género Lavocatavis – Eoceno medio de la Formación Glib Zegdou de Argelia

Familia Phorusrhacidae
- Género Patagorhacos – Mioceno inferior de la Formación Chichinales de la provincia de Río Negro, Argentina.[38]
- Subfamilia Brontornithinae —especies gigantes, de más de 2.3 metros de altura. Su clasificación en Phorusrhacidae y su monofilia son controvertidas.
  - Género Brontornis (Mioceno inferior a medio (Santacrucense-Laventense) de la Formación Santa Cruz y la Formación Monte León, Argentina)
  - Género Paraphysornis (Oligoceno tardío a Mioceno inferior (Deseadense) de la Formación Tremembé del estado de São Paulo, Brasil)
  - Género Physornis (Oligoceno medio a tardío (Deseadense) Formación Sarmiento de la provincia de Santa Cruz, Argentina)
- Subfamilia Phorusrhacinae — especies gigantes de hasta 3.2 metros de alto, pero más delgadas y mucho más ágiles que los Brontornithinae
  - Género Devincenzia (Oligoceno tardío a Mioceno inferior (Deseadense) de la Formación Fray Bentos de Uruguay)
  - Género Kelenken (Mioceno medio (Colloncurense) de la Formación Collón Curá de la provincia de Río Negro, Argentina; uno de los mayores fororrácidos conocidos)
  - Género Phorusrhacos (Mioceno inferior a medio (Santacrucense) Formación Santa Cruz de Argentina
  - Género Titanis (Plioceno tardío a Pleistoceno inferior (Blancano) de Florida y Texas, Estados Unidos)
- Subfamilia Patagornithinae — de tamaño medio y de especies muy ágiles, con alrededor de 1.7 metros de alto
  - Género Patagornis (Mioceno inferior a medio (Santacrucense-Laventense) Formación Santa Cruz de la provincia de Santa Cruz, Argentina) – incluye a Morenomerceraria, Palaeociconia y Tolmodus
  - Género Andrewsornis (Oligoceno medio a tardío (Deseadense) de la Formación Agua de la Piedra del sur de Argentina)
  - Género Andalgalornis (Mioceno tardío al Pliocene inferior (Huayqueriense) de la Formación Ituzaingó del noreste de Argentina)
- Subfamilia Psilopterinae — especies pequeñas, de entre 70 a 100 centímetros de alto
  - Género Eleutherornis (Eoceno medio (Bartoniense) de Rhône, Francia y Baselland, Suiza)[14]
  - Género ?Paleopsilopterus (Paleoceno medio (Itaboraiense) Formación Itaboraí de Itaboraí, Brasil) (su identidad como fororrácido es dudosa)[14][35]
  - Género Procariama (Mioceno tardío a Plioceno inferior (Huayqueriense-Montehermosense) de la Formación Cerro Azul y la Formación Andalhualá de la provincia de Catamarca, Argentina)
  - Género Psilopterus (Oligoceno medio (Deseadense) Formación Santa Cruz y Miocene tardío (Chasiquense) de la Formación Arroyo Chasicó del sur y el este de Argentina, respectivamente) (Hay posibles registros del Pleistoceno superior (Lujanense) de Uruguay)
- Subfamilia Mesembriornithinae — especies de tamaño mediano, de entre 1.2 a 1.5 metros de altura
  - Género Mesembriornis (Miocene superior a Plioceno superior (Montehermosense) de la Formación Monte Hermoso de Argentina)
  - Género Llallawavis (Plioceno tardío (Chapadmalalense) de la Formación Playa Los Lobos Allo del noreste de Argentina)[39]

Alvarenga y Höfling no incluyeron a los Ameghinornithidae ni Aenigmavis sapea de Europa en los forroracoideos; estos en cambio se han clasificado como miembros más basales de Cariamae. Aunque tradicionalmente se los ha considerado como miembros de los Gruiformes, con base en los estudios morfológicos y genéticos (estos últimos basados en las seriemas actuales) Cariamiformes a su vez puede pertenecer a un grupo separado de aves, Australaves, y sus parientes más cercanos de acuerdo con los estudios de secuencias nucleares, son un clado que consiste en los Falconidae, Psittaciformes y los Passeriformes.
Respecto a los hallazgos en Europa y África, se considera discutible la posición de esos géneros dentro de Phorusrhacidae, ya que los hallazgos son muy escasos. La descripción de Lavocatavis presentada en 2011 se basó en un solo fémur, mientras que en el caso de Eleutherornis, que fue incluido dos años más tarde en los fororrácidos, se basa en huesos individuales de la pata y del pie. Adicionalmente, Ameghinornis de la cuenca de Aquitania en Francia fue considerado como otro representante de los Phorusrhacidae. Este data de aproximadamente 38 a 35 millones de años y por lo tanto data de mediados del Eoceno, siendo un ave tan grade como una seriema y aparentemente aún podía volar. Esta forma ahora es considerada como idéntico a Strigogyps de la familia Ameghinornithidae. Además de estos hallazgos se han reportado dos fósiles de la Isla Rey Jorge en la Antártida, incluyendo unas pisadas tridáctilas de 18 centímetros de largo que datan de hace 55 millones de años, bien de un fororrrácido o de un ave no voladora. Y de estratos de hace 40 millones de años de la isla Seymour, se halló la parte frontal de un pico que ha sido referido también a la familia Phorusrhacidae. Se considera a ambos hallazgos como problemáticos, ya que de acuerdo con estudios posteriores estos hallazgos no son lo suficientemente diagnósticos y no pueden incluirse en ningún grupo de ave. Por lo tanto, para todos los especímenes por fuera de América del Norte y del Sur existen interpretaciones críticas o alternativas, por lo cual no es clara la presencia de Phorusrhacidae en otras partes del mundo.

## Filogenia
Al ser aves evidentemente carnívoras, los fororrácidos fueron situados inicialmente entre las además aves de presa poco después de su descubrimiento. Pero tan tempranamente como 1899 Charles W. Andrews del Museo Británico en Londres pudo probar que eran parientes de las seriemas (Cariamidae) que aún viven en las sabanas suramericanas. Junto con las familias extintas de los Bathornithidae de Norteamérica y los Idiornithidae de Europa que vivieron entre el Eoceno al Mioceno, fueron clasificados en conjunto en el orden de las grullas (Gruiformes) y situados en la superfamilia de los Cariamoidea o en el suborden Cariamae. Dado que las investigaciones más recientes basadas en análisis de secuencias de ADN han cuestionado la monofilia de las gruiformes y se considera a las seriemas como fuera de ese orden, queda como igualmente dudosa la clasificación de los Phorusrhacidae como parientes de las grullas y en las publicaciones más recientes son situados junto con las seriemas en su propio orden, los Cariamiformes.
De acuerdo con Alvarenga y Höfling, los Brontornithinae incluyen a Brontornis, si bien este fue excluido en 2007 por Federico L. Agnolin y reclasificado como un ave más cercanamente relacionada con los anseriformes. Él renombró al grupo restante como la nueva subfamilia Physornithinae. Tanto los Physornithinae como los Phorusrhacinae incluyen formas grandes a gigantes, incluyendo a Kelenken guillermoi, de la etapa del Langhiense de la época del Mioceno que fue descubierto en rocas de hace 15 millones de años en la Formación Collón Curán en la Patagonia en 2006, que además tiene la distinción de poseer el cráneo de ave más grande que se conozca. como el representante de mayor tamaño de los fororrácidos. Estos alcanzaban alturas de 2.4 a incluso 3 metros y un peso de más de 180 kilogramos. El fósil descrito corresponde a un cráneo casi completo de 71 centímetros de largo. Su pico mide aproximadamente 46 centímetros y se curva en una especie de gancho afilado que se asemeja al pico de las águilas. Muchas de las especies descritas de fororrácidos eran relativamente más pequeñas, de 70-90 centímetros de alto, pero este fósil correspondería a un ave que pudo haber llegado a los 3 metros de alto. El rango temporal de este grupo va de 27 a 1.8 millones de años. Las otras tres subfamilias incluyen formas pequeñas a medianas de menos de 1 metro a 1.5 metros de altura, con los Patagornithinae ocupando una posición intermedia. Las formas más pequeñas de los Phorusrhacidae incluyen a los varios miembros del género Psilopterus, los cuales solo tenían de 60 centímetros a 80 centímetros de altura y pensaba alrededor de 5 kilogramos. Algunas de estas especies pequeñas pueden haber preservado la capacidad de volar. Los fósiles de estos tres grupos van de 63 millones a hace casi 100 000 años.
Sin embargo, los análisis filogenéticos más recientes han encontrado poco apoyo para la presunta división en varias subfamilias. Por el contrario, se ha observado una especie de dicotomía: por un lado, las especies de gran tamaño de los Phorusrhacidae forman un solo grupo, que estaría compuesto por los Phorusrhacinae, Physornithinae y Patagornithinae, con especies de más de 70 kilogramos de peso. Para este grupo, se propuso la designación temporal de "aves del terror verdaderas". El otro grupo se forma por los miembros pequeños de las subfamilias Psilopterinae y Mesembriornithinae, pero hay cambios en la composición de estas subfamilias. Este grupo se diferencia de las "aves del terror verdaderas" por la posible permanencia del vuelo en algunas formas y características del cráneo. En este último grupo se incluye a Mesembriornis el cual, sin embargo, era un ave relativamente grande y pesaba unos 70 kilogramos. Por lo pronto, a este segundo grupo se le da el término de "psilopterinos". La división en dos grupos de formas de tamaño grande y pequeño, aunque en este último podían haber individuos de gran tamaño lleva a la idea de que el enorme crecimiento corporal de los fororrácidos ocurrió en varias ocasiones y posiblemente en forma independiente entre sí.
La división entre ambas partes de la familia Phorusrhacidae se refleja en la estructura de los cráneos, ya que cada grupo tiene su propio morfotipo. El cráneo de los "psilopterinos" claramente recuerda al de las seriemas y otras aves ya que los huesos son aplanados y delgados proporcionando una constitución craneana muy flexible. Por otra parte, las "aves del terror verdaderas" tienen un cráneo extremadamente sólido y rígido debido a sus huesos engrosados. No obstante, ambos tienen en común su pico alto y aplanado lateralmente. Esta característica es también observada en otras grandes aves terrestres extinguidas, por ejemplo en Gastornis o en los dromornítidos. Pero solo los fororrácidos tienen el pico con un extremo en forma de gancho inclinado hacia abajo, lo cual indica una dieta carnívora. El hecho de que esto ocurra tanto en los "psilopterinos" como en las "aves del terror verdaderas" es considerado como una indicación de que tenían dientas similares, a pesar de las diferencias en la estructura del cráneo.

## Extinción
Durante las épocas el Mioceno al inicio del Plioceno, hubo un incremento de la diversidad de fororrácidos en América del Sur, lo cual sugiere que en ese lapso, varias especies florecieron como depredadores en los ambientes de sabanas. Cuando emergió el istmo de Panamá, hace 2.7 millones de años, carnívoros como los osos, cánidos y félidos de América del Norte fueron capaces de cruzar hacia el sur, incrementando la competencia. Ellos habían sido precedidos por los prociónidos tan tempranamente como hace 7.3 millones de años. La población de fororrácidos declinó por esa causa de acuerdo con las primeras hipótesis, bajo la idea de que la competencia con los depredadores recién llegados fue la causa principal de su extinción. Ideas similares habían sido consideradas para la extinción de los esparasodontes y de los crocodilomorfos terrestres suramericanos, los sebécidos.
Sin embargo, el rol del desplazamiento por competencia en los linajes de depredadores suramericanos ha sido cuestionado por algunos investigadores. La temporalidad de los momentos de cambio y el declive de los depredadores nativos de América del Sur no se correlaciona con la llegada de los grandes carnívoros como los cánidos o los félidos dientes de sable, y solo encaja con la llegada muy anterior de los prociónidos, los cuales evolucionaron a especies de relativamente gran tamaño como Chapalmalania, si bien estas eran omnívoras, mientras que los depredadores nativos suramericanos (incluyendo a muchos fororrácidos y todos los esparasodontes y sebécidos) habían desaparecido mucho antes de la llegada de estos grandes carnívoros placentarios. Los batornítidos, los cuales eran parecidos ecológicamente y probablemente eran parientes cercanos de los fororrácidos, vivieron en América del Norte durante una buena parte del Cenozoico y compitieron exitosamente con grandes carnívoros tales como los nimrávidos, antes de extinguirse en el Mioceno inferior, hace unos 20 millones de años. El fororrácido Titanis se expandió hacia el norte en la zona sur de América del Norte durante el intercambio americano y coexistió durante algunos millones de años con grandes cánidos y grandes félidos tales como Xenosmilus, antes de su extinción hace unos 1.8 millones de años.
También se ha sugerido que los fororrácidos, como el resto de la megafauna del Pleistoceno, fueron víctimas de la actividad humana como la caza o el cambio de hábitats. Esta idea ya no es considerada válida, ya que las dataciones más precisas de los especímenes de Titanis muestran que este fororrácido ya estaba extinto cerca de un millón de años antes de que llegaran los primeros humanos a América. Sin embargo, los fósiles de formas más pequeñas han sido descritas del Pleistoceno tardío de América del Sur. En 2018 se describieron unos especímenes de aves del terror, hallados en Uruguay, el cual data del Pleistoceno. Se encontró una porción de un tarsometatarso derecho y un húmero izquierdo, estos restos fueron asignados al género Psilopterus (aunque sin asignarlos a una especie en concreto). Es un gran ejemplo de aves del terror que sobrevivieron hasta el Pleistoceno tardío, hace 96 040 ± 6300 años. Otra forma sin identificar también ha sido datada del Pleistoceno tardío, con unos 18 000 años antes del presente. Si estos hallazgos son correctos, extenderían considerablemente la existencia de los miembros más pequeños de este grupo de aves carnívoras.